# Rajmund Szwonder
Rajmund Henryk Szwonder (ur. 31 sierpnia 1943 w Łaskarzewie, zm. 21 kwietnia 2008 w Radomiu) – polski polityk, inżynier, senator III kadencji.

## Życiorys
Ukończył studia na Wydziale Budowy Maszyn Politechniki Szczecińskiej, po których podjął pracę w Fabryce Maszyn Rolniczych w Czarnej Białostockiej. W 1975 uzyskał zatrudnienie w Zakładach Mechanicznych „Łucznik” w Radomiu, zajmował kolejne stanowiska w tym przedsiębiorstwie, awansując ostatecznie na zastępcę dyrektora.
10 marca 1992 został zatrzymany we Frankfurcie nad Menem, a następnie tymczasowo aresztowany w związku z oskarżeniem ze strony Stanów Zjednoczonych o próbę sprzedaży broni do objętego embargiem Iraku (tzw. afera karabinowa). Jego współpracowników zatrzymanych razem z nim uniewinnił sąd amerykański. Natomiast Rajmund Szwonder w 1997 w Niemczech prawomocnie został skazany na karę 5 miesięcy pozbawienia wolności z warunkowym zawieszeniem jej wykonania, jednak jedynie za nielegalne przekazanie czterech pistoletów podstawionemu handlarzowi, co miało – według oskarżenia – stanowić „próbkę” przed większą transakcją.
W latach 1993–1997 z ramienia Sojuszu Lewicy Demokratycznej sprawował mandat senatora III kadencji z województwa radomskiego, w trakcie której był przewodniczącym Komisji Obrony Narodowej. W 1997 i 2001 z listy SLD bezskutecznie kandydował w wyborach parlamentarnych.
Od 1998 do 2002 pełnił funkcję radnego sejmiku mazowieckiego. W latach 2003–2007 zasiadał w zarządzie Fabryki Broni „Łucznik” w Radomiu.
Pochowany na cmentarzu parafialnym w Łaskarzewie.

## Odznaczenia
W 1997 został odznaczony przez prezydenta Aleksandra Kwaśniewskiego Krzyżem Kawalerskim Orderu Odrodzenia Polski.